# Altonaer Eruv

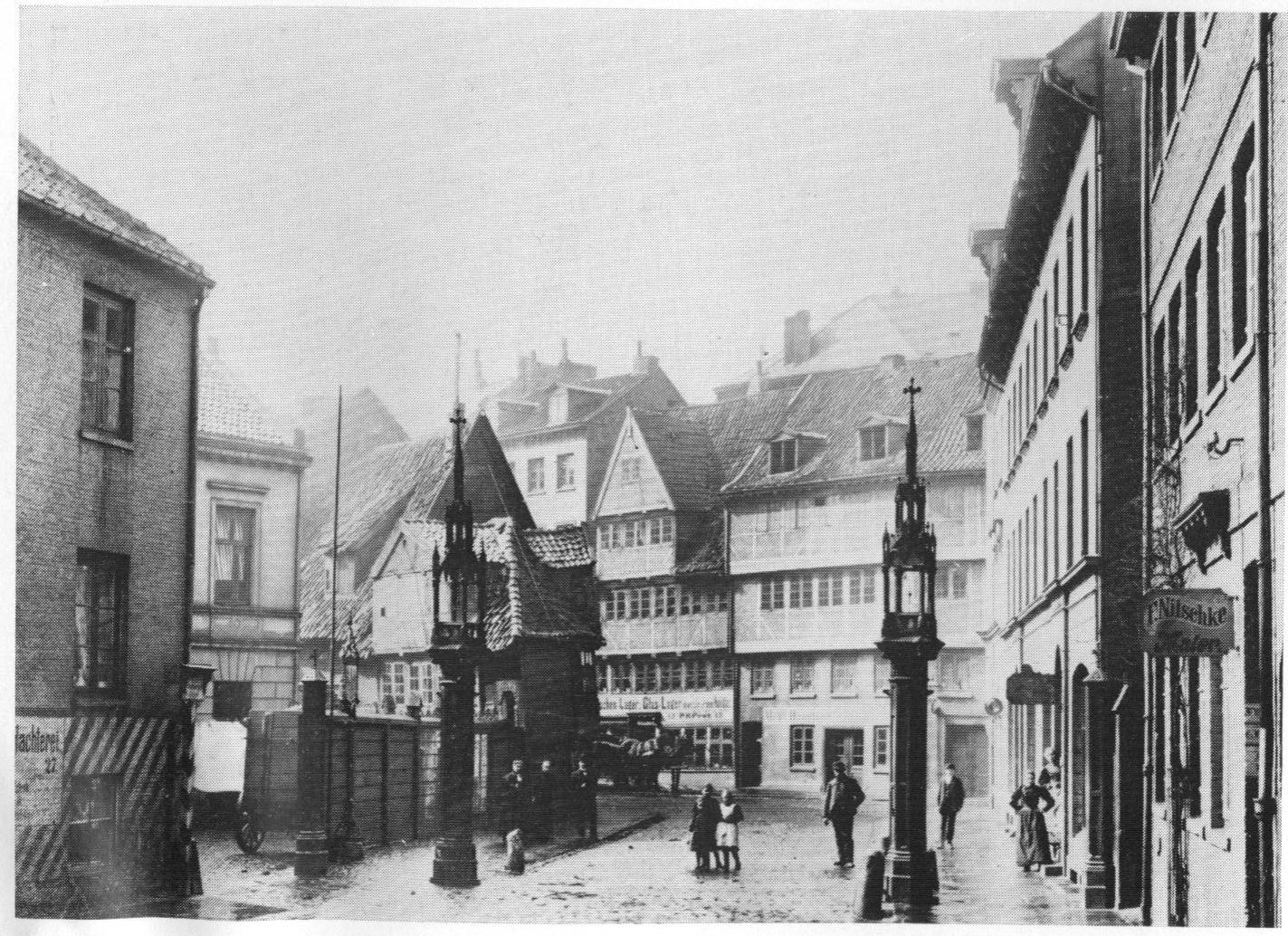
Schlachterbudentor, 1890; links der Mast für den Eruv

Der Altonaer Eruv, auch Altonaer Eruw, war eine Sabbatgrenze, die die jüdische Gemeinde symbolisch um die befestigungsfreie Stadt Altona zog, um sie zu einem geschlossenen Gebiet im Sinne der Sabbatgebote zu machen. Er bestand von Ende des 17. Jahrhunderts bis in die 1930er Jahre.

## Bedeutung
Nach den Gesetzen der Tora sollen Juden am Sabbat außer Haus keine Gegenstände bewegen, unabhängig von deren Gewicht oder Zweck. Abgeleitet wird diese Regelung aus dem 2. Buch Mose, in dem es heißt: „Jeder bleibe, wo er ist. Am siebten Tag verlasse niemand seinen Platz.“ (Ex 16,29 ) Mit einem Eruv – das Wort bedeutet in der wörtlichen Übersetzung Mischung – können Ausnahmen geschaffen werden: innerhalb eines geschlossenen Wohnbereiches wird privater mit öffentlichem Bereich vermischt. In befestigten Ortschaften war die Geschlossenheit durch die Stadtmauern gegeben, in einer offenen Stadt wie Altona musste sie mit einer symbolischen Umzäunung hergestellt werden. Dazu spannte man an den Stadtausgängen zwischen Hauswänden oder aufrechten dünnen Pfählen Schnüre und Drähte in mindestens sechs Metern Höhe und schuf so ein umgrenztes Gebiet, in dem das sonst am Sabbat im öffentlichen Raum verbotene Tragen von Gegenständen halachisch zulässig war.
Im Israelitischen Kalender für Schleswig-Holstein von 1927 war dazu vermerkt: „In diesem Symbol kommt der Gedanke vom Sabbat als dem Tage der Erlösung und messianischen Vereinigung Aller zum sichtbaren Ausdruck.“

## Entwicklung
Erste Hinweise auf das Bestehen eines Eruvs für die Altonaer Gemeinde finden sich in den 1712 unter dem Titel Chacham Zwi erschienenen Aufzeichnungen des Rabbiners Zwi Hirsch Aschkenasi, der von 1689 bis 1707 in Altona lebte. Bruchstückhaft ergänzt und bestätigt werden die Kenntnisse durch die Auswertung von Steuerkontenbüchern der Gemeinde und einiger Gemeindemitglieder. Demnach wurde für die Genehmigung der Anbringung von Eruvdrähten an bestimmten Grundstücken nachweislich ab 1697 jährlich ein Betrag in Höhe von 12 Mark an die Familie des Brauers Peter de Voss gezahlt. Ab 1711 stockten die Überweisungen, was auf die Zeit politischer Krisen und kriegerischer Auseinandersetzungen zurückgeführt wird. Nach dem Schwedenbrand 1713 wurden die Zahlungen an Peter IV. de Voss, Esther Jansen de Voss und den Bäcker Hinrich Lau wieder aufgenommen. Genaue topographische Angaben zu den Toren sind nicht bekannt, doch lagen sie im nahen Umfeld östlich und südlich der Synagoge der Hochdeutschen Israelitengemeinde zu Altona (Lage).

## Verlauf

Tore des Altonaer Eruv am Anfang des 20. Jahrhunderts

Der Altonaer Eruv hatte am Anfang des 20. Jahrhunderts 26 Tore, zehn Tore befanden sich im Westen, zum großen Teil auf Ottensener Gebiet:
- Scheelplessenstraße 7, heute Scheel-Plessen-Straße, gegenüber der Bahntrasse;
- Große Rainstraße 102 und 79, das Haus Nr. 102 ist durch Neubauten ersetzt, anstelle der Nr. 79 besteht eine Freifläche mit Spielplatz;
- Hahnenkamp 12 und 13, am Ende des Hahnenkamps
- Bismarckstraße 28, heute Ottenser Hauptstraße, Hausnummern und Bebauung sind nicht mehr identisch, der Eruv befand sich südlich des bis 1943 hier gelegenen Jüdischen Friedhofs und westlich der Straße Am Felde;
- Erzbergerstraße 21, Ecke Am Felde;
- Lobuschstraße 24;
- Braunschweigerstraße 3;
- Ottenser Marktplatz 11 und 8, das Haus Nr. 8 ist durch einen Neubau ersetzt;
- Kaiserstraße – Elbberg, heute Kaistraße, die entsprechende Bebauung ist nicht mehr vorhanden;
- Große Elbstraße 222, im 19. Jahrhundert: Bei dem Judenthor nicht mehr identisch mit der heutigen Hausnummer, unterhalb bzw. südöstlich des Altonaer Balkon.

Die weitere Südseite des Eruvs bis zum Fischmarkt wurde durch das Elbufer geschlossen. Im östlichen Teil folgten 16 Tore der damaligen Grenze nach St. Pauli:
- Fischmarkt – Hamburger Grenze;
- Kleine Elbstraße 1, nicht mehr vorhanden, entspricht in etwa dem Einmündungsbereich des Pepermölenbek in den St. Pauli Fischmarkt, westlich des Pinnasberg;
- Schlachterbuden 2, nicht mehr vorhanden, entspricht in etwa dem Einmündungsbereich der Lange Straße in den Pepermölenbek, auch diese Straßenecke wurde bis zum Anfang des 20. Jahrhunderts Judentor genannt;
- Hochstraße 5 und 10, heute Hamburger Hochstraße, die Bebauung und Hausnummerierung ist nicht mehr identisch;
- Lindenstraße 4 und 5, ehemaliges Trommeltor, heute Trommelstraße, die alte Bebauung ist nicht mehr vorhanden;
- Nobistor 1, die heutige Straßenführung ist nicht identisch mit der von vor dem Zweiten Weltkrieg, das Nobistor und auch der Eruv lagen östlich der Großen Freiheit an der Reeperbahn;
- Ferdinandstraße 12, heute Simon-von-Utrecht-Straße zwischen Großer Freiheit und Kleiner Freiheit;
- Große Roosenstraße 1, heute Paul-Roosen-Straße, die Hausnummern sind nicht mehr identisch;
- Brigittenstraße 6, die alte Bebauung ist nicht mehr vorhanden;
- Paulstraße 7, heute Otzenstraße;
- Große Gärtnerstraße 1, heute Thadenstraße, die alte Bebauung ist durch Neubauten ersetzt;
- Amselstraße 1, heute Bei der Schilleroper;
- Kleine Gärtnerstraße 5, heute Stresemannstraße;
- Nachtigallenstraße 1, heute Lerchenstraße 109;
- Juliusstraße 35;
- Parallelstraße 45, heute Eifflerstraße.

An der Parallelstraße endete der Eruv am Bahndamm, der die gesamte Nordseite begrenzte und sich im Osten bis zu dem Tor in der Scheelplessenstraße zog, so dass insgesamt ein geschlossener Kreis um Altona gezogen war.

## Judentore

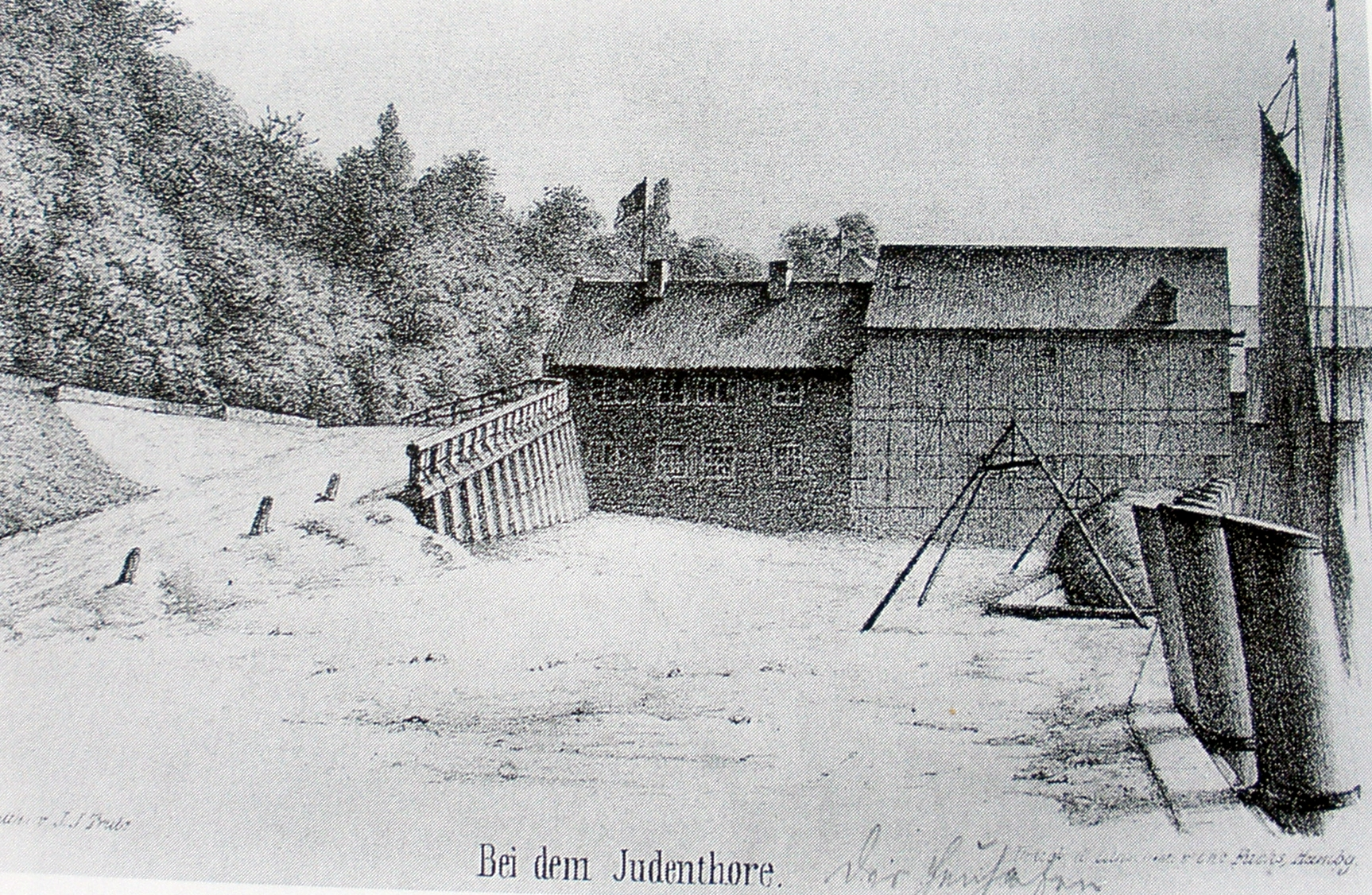
Bei dem Judenthore, Eruv an der Großen Elbstraße, Lithographie um 1850

Einige der traditionellen Tore wurden auch in der Altonaer Topographie als Judentor bezeichnet. So beschreibt Franz Heinrich Neddermeyer 1832 den Weg an den Schlachterbuden: „Diese Einfahrt wird auch das Judenthor genannt; die dahin führende Gasse erhielt nach 1814 den Namen Langestraße und wurde schon 1653 bebauet.“ Auch für den Eruv an der Großen Elbstraße ist durch eine Lithographie von Johann Joseppe Trube von 1850 die Bezeichnung Bei dem Judenthor überliefert.
Im Jahr 1998 erinnerte der Filmemacher Jens Huckeriede (1949–2013) mit einer Installation unter dem Titel Eruw / Altonaer Judentore. Grenzziehung im öffentlichen Raum an die im Stadtbild sichtbare Geschichte der Altonaer Juden.